# Papp János (kántortanító)
Papp János (19. század) magyar kántortanító, orgonista. 
Szigetváron működött, ahol komoly gyűjtőmunkát is végzett: összeválogatta és több kötetben kiadatta a település és környéke népi imáit, énekeit. Az összegyűjtött anyag később némileg megreformálva és átdolgozva újra kiadásra került Sudár Dezső káplán és Abay Nemes István kántor által.

## Munkái
- Szent énekfüzér a szigetvári katholikus hivek használatára. Rózsa Kálmán és Neje, Budapest, 1880.
- Katholisches Gesang- und Gebetbuch. Magánkiadás, Pécs, 1885.
- Szent énekfüzér a római katholikus hivek és ifjuság használatára. Rózsa Kálmán és Neje, Budapest, 1893.